# Derthona Basket
Il Derthona Basket SSrl è una squadra di pallacanestro della città di Tortona, in provincia di Alessandria. Milita nel campionato di Serie A. La squadra è nota per ragioni di sponsorizzazione come Bertram Derthona.

## Storia
Fondata nel 1955 viene sciolta nel 1962, solo quattro anni dopo aver ottenuto l'affiliazione alla FIP. Nel 1965 viene rifondata all'interno della neonata polisportiva cittadina.
Nella stagione 2008-09 Petar Naumoski decide di giocare a Tortona, nella squadra allora militante in Serie C2. Con il fuoriclasse macedone – di cittadinanza italiana – in campo la squadra conquista la promozione in Serie C1, chiudendo il campionato da imbattuta.
Nella stagione 2013-14, il Derthona, guidato in panchina da coach Antonello Arioli, è protagonista di una stagione straordinaria, che vede i Leoni rimanere in testa alla classifica dall'inizio alla fine. Uno dei momenti più alti di quell'annata si verifica il 19 gennaio 2014: nella prestigiosa cornice del PalaDozza di Bologna, il Derthona gioca una grande partita e batte la Fortitudo Bologna per 61-83, mettendo una seria ipoteca sul primo posto al termine della stagione regolare. Vincendo poi lo spareggio alle Final Four Promozione di Cervia contro il Legnano Basket Knights, ha raggiunto l'apice della propria storia conquistando la Serie A2. La stagione successiva si qualifica nona in A2 Silver.
Nel campionato 2015-2016 si posiziona al terzo posto nel girone Ovest accedendo ai play off dove elimina al primo turno Trieste per tre a due mentre nei quarti soccombe a Brescia per tre a due. 
Nel 2016-2017, guidata da Demis Cavina, conclude la stagione regolare al secondo posto del girone Ovest,  qualificandosi ai play-off dove supera al primo turno per 3 a 2 Mantova venendo poi eliminata nei quarti da Trieste per tre a uno.
Il 4 marzo 2018 vince il suo primo titolo ufficiale, la coppa Italia di serie A2, battendo il Ravenna 89-57. La squadra allenata da Lorenzo Pansa centra poi la qualificazione ai playoff chiudendo la stagione regolare al quinto posto nel Girone Ovest: la squadra viene poi eliminata al primo turno per 3-1 da Udine.
Il 22 ottobre 2018, dopo tre sconfitte nelle prime tre giornate di campionato, il Derthona esonera Lorenzo Pansa. Il giorno successivo Marco Ramondino diventa il nuovo capo allenatore della squadra.
Il 29 settembre 2019 vince il suo secondo titolo ufficiale, la supercoppa LNP, battendo il Basket Torino 81-84.
Nel campionato 2020-2021 vince i playoff di A2 contro Torino e viene promossa nella massima serie del basket professionistico, la Serie A, per la prima volta nella sua storia. Durante la prima annata in A, la squadra tortonese arriva a competere la Final Eight per la supercoppa italiana, riuscendo a passare la semifinale contro la più quotata Virtus Bologna e conquistando così la sua prima finale nella competizione, non riuscendo però nell'impresa di battere l'Olimpia Milano, che prevale 78-61 e conquista il trofeo. Nonostante sia una debuttante, la squadra piemontese riesce ad arrivare quarta in campionato, raggiungendo così i play-off per lo scudetto per la prima volta. La corsa si ferma in semifinale, dove viene sconfitta dalla Virtus Bologna in quel momento detentrice del titolo.
Nella stagione successiva partecipa alla Supercoppa Italiana venendo eliminata in semifinale da Sassari e alla sua seconda Coppa Italia, dove dopo aver passato i quarti contro Trento (74-70) perde di nuovo contro le Vu Nere. In campionato colleziona 36 punti in classifica raggiungendo il terzo posto che la qualifica per la seconda volta consecutiva i play-off dove vince per 3-1 contro l'Aquila Trento ai quarti e viene poi sconfitta per 3-0 dalla Virtus Bologna in semifinale.

### Derthona Basketball Lab
Viene creata nel 2020 la Derthona Basketball Lab, dedicata al settore giovanile con la partecipazione ai campionati di Eccellenza e a campionati senior a livello regionale e interregionale. Dalla stagione 2022/23 limita nel campionato di Serie B Interregionale.

## Colori e simbolo
I colori della maglia del Derthona Basket sono il bianco ed il nero.
Il simbolo della società raffigura un leone ed una palla da pallacanestro nella quale è inserita la lettera D, iniziale del sodalizio.

## Palazzetto
Durante la permanenza in A2, il Derthona Basket giocava le partite casalinghe presso il PalaOltrepò di Voghera (in provincia di Pavia).
Con la promozione in massima serie, la squadra tortonese ha iniziato a giocare le partite casalinghe al PalaFerraris di Casale Monferrato, struttura adeguata ad ospitare le partite di serie A1. 
Nel 2018, il gruppo Gavio (proprietario della squadra) ha annunciato la costruzione di una nuova cittadella dello sport per ospitare le partite casalinghe dei leoni. Il nuovo palasport sorgerà tra Tortona e Rivalta Scrivia e prende il nome di Cittadella dello Sport dedicata a Marcellino e Pietro Gavio.
L'impianto sarà inaugurato nel 2025.

## Tifoseria
La tifoseria che segue le vicissitudini della compagine piemontese è "l'area bianconera Tortona" (gruppo ultras nato nel 2008).
LA Tifoseria Tortonese  è gemellata con la Curva Nord Trieste

## Roster 2023-2024
Aggiornato al 22 gennaio 2024.
| Bertram Derthona Tortona 2023-2024 | Bertram Derthona Tortona 2023-2024 |
| Giocatori                          | Staff tecnico                      |
| ---------------------------------- | ---------------------------------- |

| N. | Naz.                                     | Ruolo | Nome                    | Anno | Alt.   | Peso   |  |
| -- | ---------------------------------------- | ----- | ----------------------- | ---- | ------ | ------ |  |
| 0  | Italia (bandiera)                        | C     | Andrea Zerini           | 1988 | 205 cm | 105 kg |  |
| 1  | Italia (bandiera) · Mali (bandiera)      | C     | Lamine Tandia           | 2005 | 200 cm |        |  |
| 4  | Stati Uniti (bandiera)                   | P     | Colbey Ross             | 1998 | 185 cm | 84 kg  |  |
| 5  | Stati Uniti (bandiera)                   | G     | Chris Dowe              | 1991 | 189 cm | 86 kg  |  |
| 7  | Italia (bandiera)                        | G     | Leonardo Candi          | 1997 | 190 cm | 86 kg  |  |
| 8  | Italia (bandiera)                        | P     | Riccardo Tavernelli (C) | 1991 | 188 cm | 82 kg  |  |
| 10 | Italia (bandiera)                        | PG    | Nicolas Errica          | 2005 | 185 cm | 72 kg  |  |
| 12 | Lettonia (bandiera)                      | AG    | Artūrs Strautiņš        | 1998 | 201 cm | 100 kg |  |
| 13 | Italia (bandiera)                        | G     | Tommaso Baldasso        | 1998 | 193 cm | 88 kg  |  |
| 20 | Italia (bandiera)                        | AG    | Luca Severini           | 1996 | 204 cm | 92 kg  |  |
| 32 | Belgio (bandiera) · Nigeria (bandiera)   | G     | Retin Obasohan          | 1993 | 189 cm | 95 kg  |  |
| 34 | Stati Uniti (bandiera)                   | GA    | Kyle Weems              | 1989 | 198 cm | 100 kg |  |
| 35 | Stati Uniti (bandiera)                   | AC    | TaShawn Thomas          | 1993 | 203 cm |        |  |
| 43 | Croazia (bandiera) · Germania (bandiera) | C     | Leon Radošević          | 1990 | 208 cm | 112 kg |  |
|    | Italia (bandiera)                        | P     | Lorenzo Baldi           | 2005 |        |        |  |

| Allenatore                                                                  |
| - Walter De Raffaele                                                        |
| Assistente/i                                                                |
| - Iacopo Squarcina - Vanni Talpo - Edoardo Rabbolini Legenda - (C) Capitano |

### Staff
| Preparatore Fisico:     | Andrea Baldi       |
| Assistente Prep.Fisico: | Francesco Murru    |
| Ortopedico              | Alessandro Soldini |
| Fisioterapista          | Lorenzo Benedetti  |

### Organigramma
| Presidente:              | Marco Picchi         |
| Amministratore Delegato: | Ferencz Bartocci     |
| Direttore Operativo:     | Vittorio Perticarini |
| Direttore Commerciale:   | Claudio Ricci        |

## Palmarès
- Coppa Italia LNP: 1

2018
- Supercoppa LNP: 1

2019